# Parasmittia micans
Parasmittia micans är en tvåvingeart som först beskrevs av Jean-Jacques Kieffer 1918.  Parasmittia micans ingår i släktet Parasmittia och familjen fjädermyggor. Inga underarter finns listade i Catalogue of Life.